# Tylorida ventralis
Tylorida ventralis är en spindelart som först beskrevs av Tord Tamerlan Teodor Thorell 1877.  Tylorida ventralis ingår i släktet Tylorida och familjen käkspindlar. Inga underarter finns listade i Catalogue of Life.